# Осиновка (Болотнянский сельсовет)
Осиновка (бел. Асінаўка) — посёлок в Болотнянском сельсовете Рогачёвского района Гомельской области Беларуси.

## География

### Расположение
В 47 км на северо-восток от районного центра и железнодорожной станции Рогачёв (на линии Могилёв — Жлобин), 108 км от Гомеля.

## Транспортная сеть
Транспортные связи по просёлочной, затем автомобильной дороге Довск — Славгород). Планировка состоит из короткой прямолинейной меридиональной улицы. Застройка деревянная, усадебного типа.

## История
Основан в начале XX века как хутор, потом преобразованный в посёлок, в Рогачёвском уезде Могилёвской губернии. В 1931 году жители вступили в колхоз. Во время Великой Отечественной войны 12 жителей погибли на фронте. Согласно переписи 1959 года в составе колхоза имени В. И. Ленина (центр — деревня Болотня).

## Население

### Численность
- 2004 год — 7 хозяйств, 10 жителей.

### Динамика
- 1959 год — 72 жителя (согласно переписи).
- 2004 год — 7 хозяйств, 10 жителей.